# Pilier moléculaire
Pour les articles homonymes, voir Pilier (homonymie).

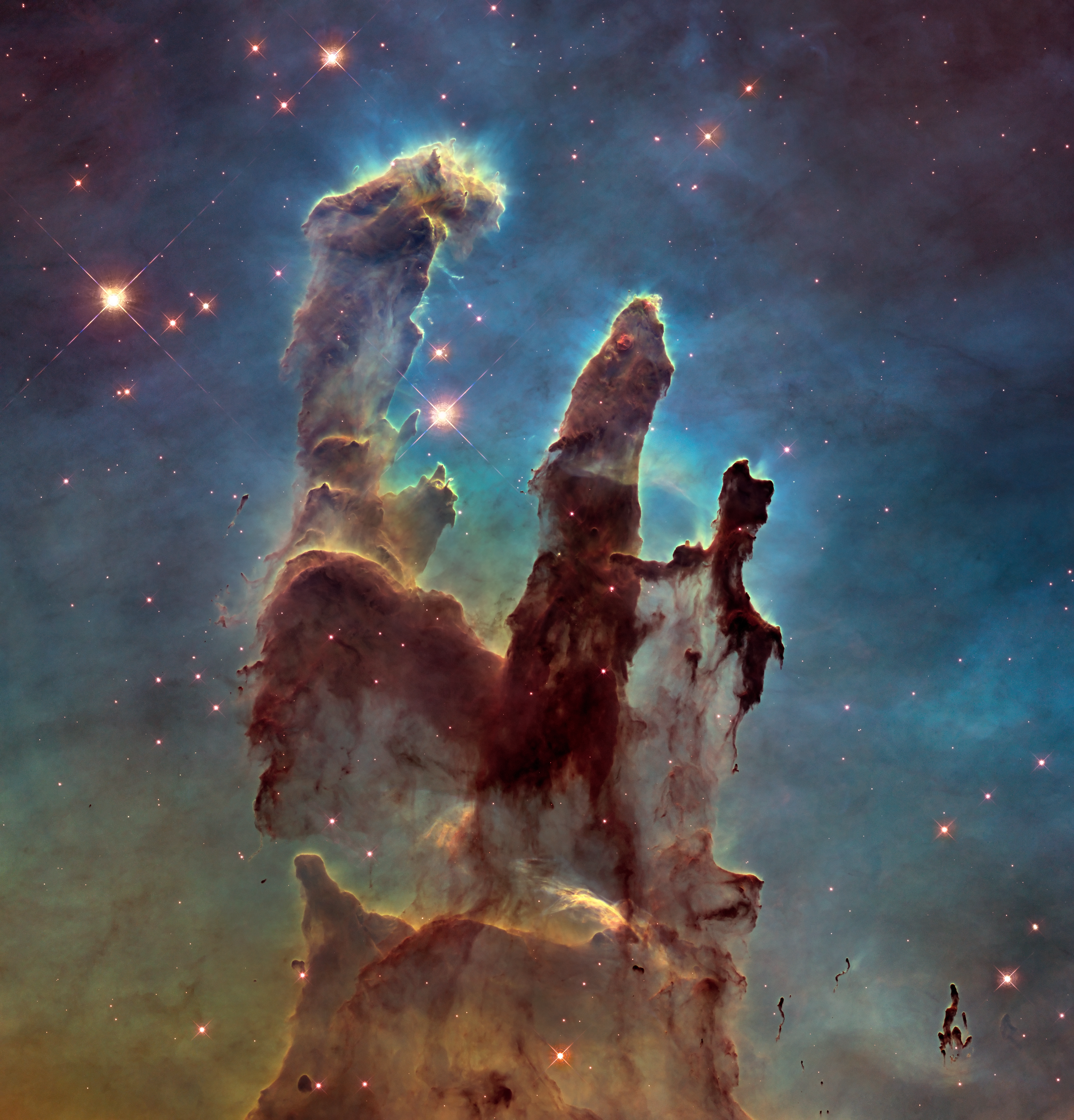
Les « Piliers de la Création » dans la nébuleuse de l'Aigle.

En astronomie, un pilier moléculaire (ou une trompe d'éléphant, de l'anglais elephant trunk) est un type de formations de matière interstellaire que l'on retrouve dans certains nuages moléculaires . D'une longueur qui se mesure en années-lumière, elles sont situées à proximité d'étoiles massives de type O et B. Les trompes d’éléphant ressemblent généralement à des piliers massifs ou à des colonnes de gaz et de poussière, mais elles existent également en différentes autres formes.
Les astronomes étudient les piliers moléculaires en raison de leur processus de formation unique et utilisent, entre autres, des simulations 2D et 3D pour tenter de comprendre comment ce phénomène se produit.

## Formation
Les étoiles de type O et de type B sont une classification d'étoiles qui émettent une grande quantité de rayonnement ultraviolet (UV). Ce rayonnement provoque l'ionisation du nuage d'hydrogène gazeux environnant, formant ainsi des régions HII. Le gaz ne s'ionise pas uniformément dans tout le nuage, il y a donc des amas de gaz plus dense dispersés dans tout le nuage. Ces amas denses sont des globules gazeux en évaporation (en) (evaporating gaseous globules, EGG) et constituent le point de départ de la formation d'un pilier moléculaire. Les EGG agissent comme des boucliers, pour le gaz qui se trouve derrière eux, contre les vents stellaires, ce qui engendre la forme de pillier,.

## Structure
Les piliers moléculaires se forment sur la paroi extérieure de la région HII. Leur longueur se mesure en années-lumière (a.l.). Aux longueurs d'onde de la lumière visible, les astronomes ne peuvent étudier que la structure de la surface des piliers car l'opacité du gaz obscurcit le noyau interne.
Les astronomes peuvent calculer les densités et les températures des EGG et des piliers en utilisant des observations infrarouges, millimétriques et radio. Ils ont déterminé que les piliers ont des noyaux froids (20 K) entouré de gaz chaud (60 K) avec une coque extérieure chaude (250-320 K).

## Exemples de piliers moléculaires

### Piliers de la création
Les piliers de la création sont l’exemple le plus célèbre de piliers moléculaires astronomiques. La NASA a pu produire une image de cette formation en composant plusieurs images prises par le télescope spatial Hubble . Cette structure est située à 7 000 a.l., dans la nébuleuse de l'Aigle. On compte plusieurs pilier dans cette formation, dont l'une mesure environ sept années-lumière de long. Des astronomes ont fait des observations suggérant que ces piliers ont peut-être été détruits il y a 6 000 ans par les ondes de choc d'une supernova.

### Nébuleuse de la Rosette
La nébuleuse de la Rosette est un exemple de forme inhabituelle qu’un pilier moléculaire peut prendre. Il a une structure en double hélice au lieu de la colonne droite typique.
Cette double hélice est provoquée par la présence de champs magnétiques et de courants électriques alignés le long de l'axe du pilier. Cela rend les filaments des colonnes ondulés au lieu d'être droits, comme c'est le cas dans les piliers normaux. Ces filaments s'enroulent les uns autour des autres plutôt que de s'aligner les uns à côté des autres, ce qui forme la structure torsadée.

### NGC 7822
Le complexe de formation d'étoiles NGC 7822, situé dans la constellation de Céphée, présente plusieurs piliers moléculaires.